# 植田せいら
植田 せいら（うえだ せいら、1986年10月14日 - ）は、日本の女性ファッションモデルである。甲南女子大学卒業。

## 人物
- 趣味は読書と旅行。
- 兄が2人いる[2]。
- 好きな食べ物はエビで、ニンジンが苦手であるとブログで公表している。

## 経歴
- 大学在学中に雑誌ViVi・JJ・美人百花などの読者モデルとして活動。卒業後は「Enchant」（エンチャント）というアパレルブランドを立ち上げる[3]傍ら、ネイリストとしても活動する。
- 2012年2月14日、自身のブログで2年間交際していた一般男性との入籍を発表[4][3]。同年6月3日に披露宴を挙げた[5]。
- 2014年3月3日、第1子となる男児を出産。妊娠発覚時に自身のブランド「Enchant」をクローズし、育児に専念する環境を整えている[3]。